# Dominique Rey

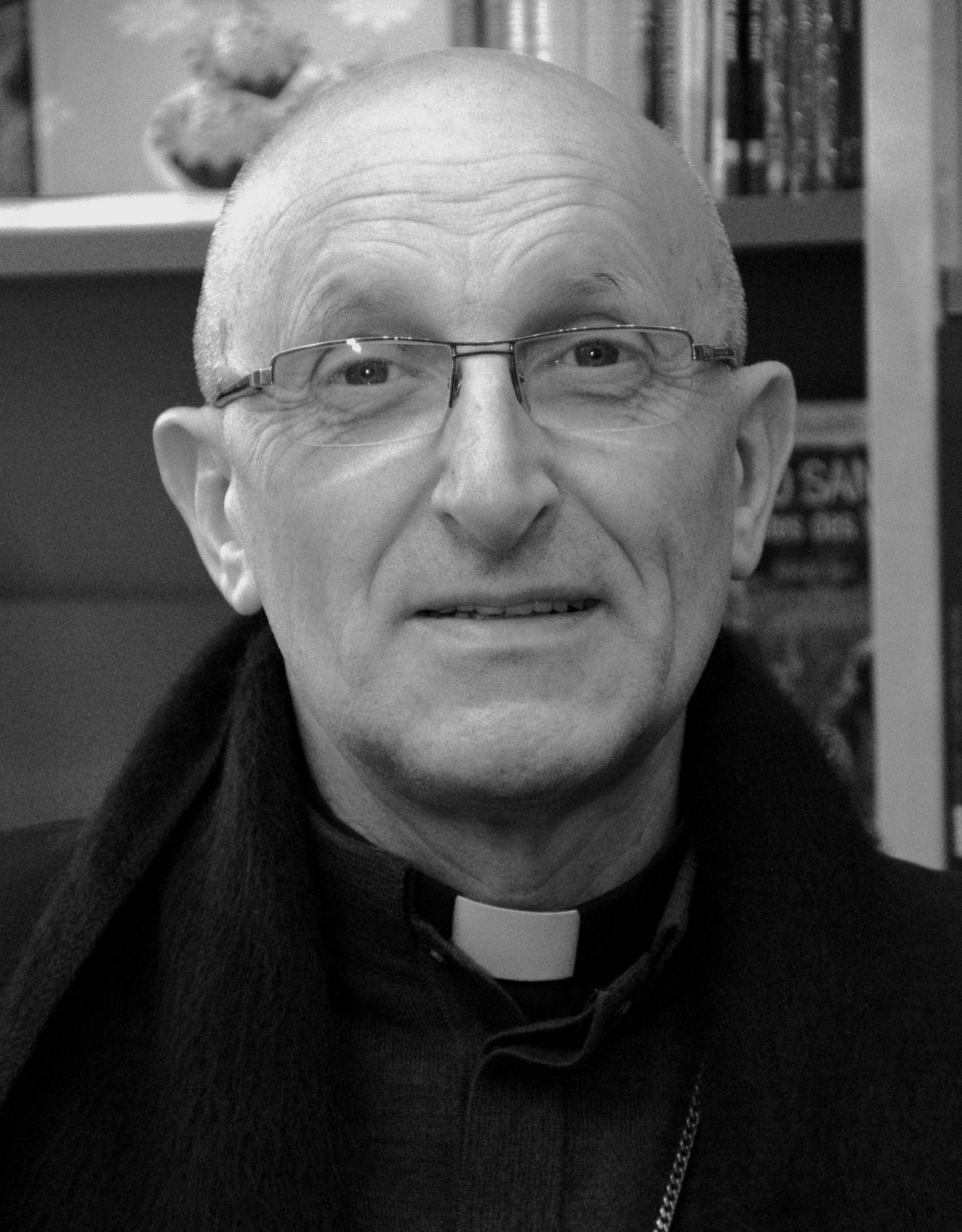
Dominique Rey, April 2013

Wappen

Dominique Marie Jean Rey (* 21. September 1952 in Saint-Étienne, Frankreich) ist ein französischer Geistlicher und emeritierter römisch-katholischer Bischof von Fréjus-Toulon.

## Leben
Dominique Rey wurde 1952 als jüngstes von sieben Kindern geboren. Nach einem Wirtschaftsstudium in Lyon und Doktoratsstudium in Steuerwirtschaft in Clermont-Ferrand war er von 1976 bis 1979 als Steuerinspektor bei der Generaldirektion für Steuern im Finanzministerium tätig.
1979 begann Rey ein Theologiestudium am Institut Catholique in Paris, das er mit einem Lizenziat in katholischer Theologie und dem Diplom in Kirchenrecht abschloss. Am 23. Juni 1984 empfing er als Mitglied der Gemeinschaft Emmanuel durch Erzbischof Jean-Marie Lustiger die Priesterweihe für das Erzbistum Paris. Er war Kaplan am Lycée Stanislas in Paris (1984–85), Vikar der Pfarrei Sainte-Marie-des-Batignolles im 17. Arrondissement (1985–86) und Leitender Kaplan in Paray-le-Monial (1986–88). Von 1988 bis 1995 war er verantwortlich für die Priester und Seminaristen der Gemeinschaft Emmanuel. 1995 wurde er Pfarrer an der Sainte-Trinité in Paris.
Am 16. Mai 2000 ernannte ihn Johannes Paul II. zum Bischof von Fréjus-Toulon. Erzbischof Jean-Marie Kardinal Lustiger spendete ihm am 17. September desselben Jahres die Bischofsweihe. Sein bischöfliches Motto ist „Sanftmütig und demütig von Herzen“ (lateinisch Mitis et humilis corde). Sein Wappen zeigt ein silbernes Herz-Jesu-Bild mit azurnem Umriss, auf der linken Seite mit dem M der Maria, auf der rechten Seite mit einer grauen und auf der rechten Seite mit einer goldenen Pluviale versehen.
Rey war Mitglied der Finanzkommission in der Französischen Bischofskonferenz.
Bischof Rey weihte sein Bistum der Jungfrau Maria (18. Mai 2008), dem Heiligen Josef (17. März 2012) und dem Heiligsten Herzen Jesu (26. Juni 2016). Das Bistum unterhält zudem seit dem 13. November 2015 eine Partnerschaft mit der Erzeparchie Homs in Syrien.

## Wirken
Im Juni 2022 wurde Rey seitens der vatikanischen Behörden schriftlich aufgefordert, eine geplante Weihe von vier Priestern und sechs Diakonen auszusetzen. Bereits mehrfach wurde Rey in den vergangenen Jahren ermahnt, die von ihm ausgeübte Weihepraxis zu überdenken. Das von Rey verantwortete Bistum Fréjus-Toulon hat überaus hohe Zahlen der Diakon- und Priesterweihen. Kritisiert wird Rey für seinen Umgang mit geistlichen Gemeinschaften und der Weihe zahlreicher Kandidaten aus dem Ausland. Rey zählt zum Flügel derjenigen Priester, die die Liturgie nach dem Missale Romanum von 1962 feiern.
Rey ist Verfechter der Lebensrechtsbewegung und unterstützt öffentlich die Aktivitäten von „Marsch für das Leben“ und der „La Manif pour tous“.
2017 wurde Rey auf dem Kapitel des Großpriorats von Monaco mit dem Großkreuz des „Lazarus-Ordens“ ausgezeichnet und zum Großkreuz-Prälaten ernannt.
Kritiker werfen Dominique Rey eine Nähe zum rechtsextremen Rassemblement National vor: 2015 wurde die rechtsextreme Politikerin Marion Maréchal-Le Pen als Rednerin zu einer katholischen Sommerakademie eingeladen, deren Mitveranstalter Dominique Rey war. Marion Maréchal-Le Pen ist eine Nichte von Marine Le Pen und war Mitglied des damals noch Front National genannten rechtsextremen Rassemblement National. Die Einladung führte zu einer großen Empörung in der französischen Gesellschaft, zumal für die französischen Bischöfe bis zu dem Zeitpunkt ein gemeinsames Auftreten mit Mitgliedern des Front National indiskutabel war. Aus Sicht des französischen Nachrichtenmagazins L’Obs wurde Marion Maréchal-Le Pen durch diesen Schritt „entteufelt“. In der sich entwickelnden gesellschaftlichen Debatte warfen die Gegner dieses Treffens dem Bischof „geschichtsvergessene Naivität“ vor. Die Befürworter entgegneten, dass, wenn von katholischer Seite ein Dialog mit dem Islam geführt werde, auch ein Dialog mit dem Front National möglich sein müsse.
Am 7. Januar 2025 nahm Papst Franziskus seinen vorzeitigen Rücktritt an.

## Werke
- L’actualité de la mission. Lettre pastorale de l’évêque de Fréjus-Toulon. Parole et Silence, Paris 2001.
- Les rencontres de Jésus. Editions de l’Emmanuel, Paris 2006.
- Peut-on être chrétien et franc-maçon? Salvator, Paris 2007.
- Les mystères du rosaire. Editions de l’Emmanuel, Paris 2008.
- Le prêtre. Tempora, Perpignan 2009.
- Urgence éducative. L’école catholique en débat. Salvator, Paris 2010.
- Laïcs dans l’Église aujourd’hui. Salvator, Paris 2010.
- Qui enverrai-je? Sainteté et mission du prêtre. Artège, Perpignan 2010.
- L’Héritage et la Promesse. Editions RCF Méditerrannée, Toulon 2011.
- Peut-on être catho et écolo? Lettre sur l’écologie. Artège, Perpignan 2012.
- Confidences. Entretien avec Michaël Lonsdale et Mgr Dominique Rey. Propos recueillis par Serge Sarkissian et Audrey Souriau. Editions Onésime, Allauch 2012.
- Paroisses, réveillez-vous! Editions de l’Emmanuel, Paris 2012.
- De l’adoration à l’évangélisation. Editions des Béatitudes, Nouan-le-Fuzelier 2013.
- Le temps du visage. Editions de l’Inférieur. Saint-Martin-sur-Lavezon 2016.
- Le temps des laïcs. 50 ans après le concile Vatican II. Editions des Béatitudes. Nouan-le-Fuzelier 2017.
- (mit Serge Sarkissian) Le Temps qui dure. Onésime 2000, Allauch 2017. (Theaterstück)
- Un homme nommé Joseph. Méditations à Cotignac. Salvator, Paris 2018.
- L’Islam. Menace ou défi? Artège, Paris 2019.